# 마레 (드라마)
《마레》(일본어: まれ)는 2015년 3월 30일부터 9월 26일까지 방송된 NHK 연속 TV 소설의 제92시리즈 작품이다.

## 기획·제작
세계 제일의 파티시에를 목표로 해 도시에 온 여주인공·마레가 꿈을 포기해, 자란 고향에서 작은 케이크 가게를 열어, 다시 꿈을 되찾아 가는 이야기로, 이시카와현·노토 지방의 와지마시와 요코하마시를 무대로 펼친다.
각본은 《쿠로사기》 (TBS, 2006년) 등을 쓴 시노자키 에리코로, 오리지널 작품으로서 집필한다.
제작 통괄의 타카하시 렌은, 〈파티시에〉라고 하는 직업에 맞춰, 드라마를 통해 〈사람들에게 기쁨을 주는 것〉을 염두에 두고 제작에 임한다고 한다.
2014년 4월 24일에 NHK 방송 센터에서 제작 발표회가 열렸다. 여주인공은 오디션에 의해 뽑혀, 7월 31일에 주역인 츠무라 마레 역을 츠치야 타오가 연기하는 것이 발표되었다.

### 로케지
2014년 10월 7일, 이시카와 현 와지마 시내에서 크랭크 인. 1차 로케는 2014년 10월 29일까지 이시카와 현의 와지마 시와 스즈시에서 행해졌다.

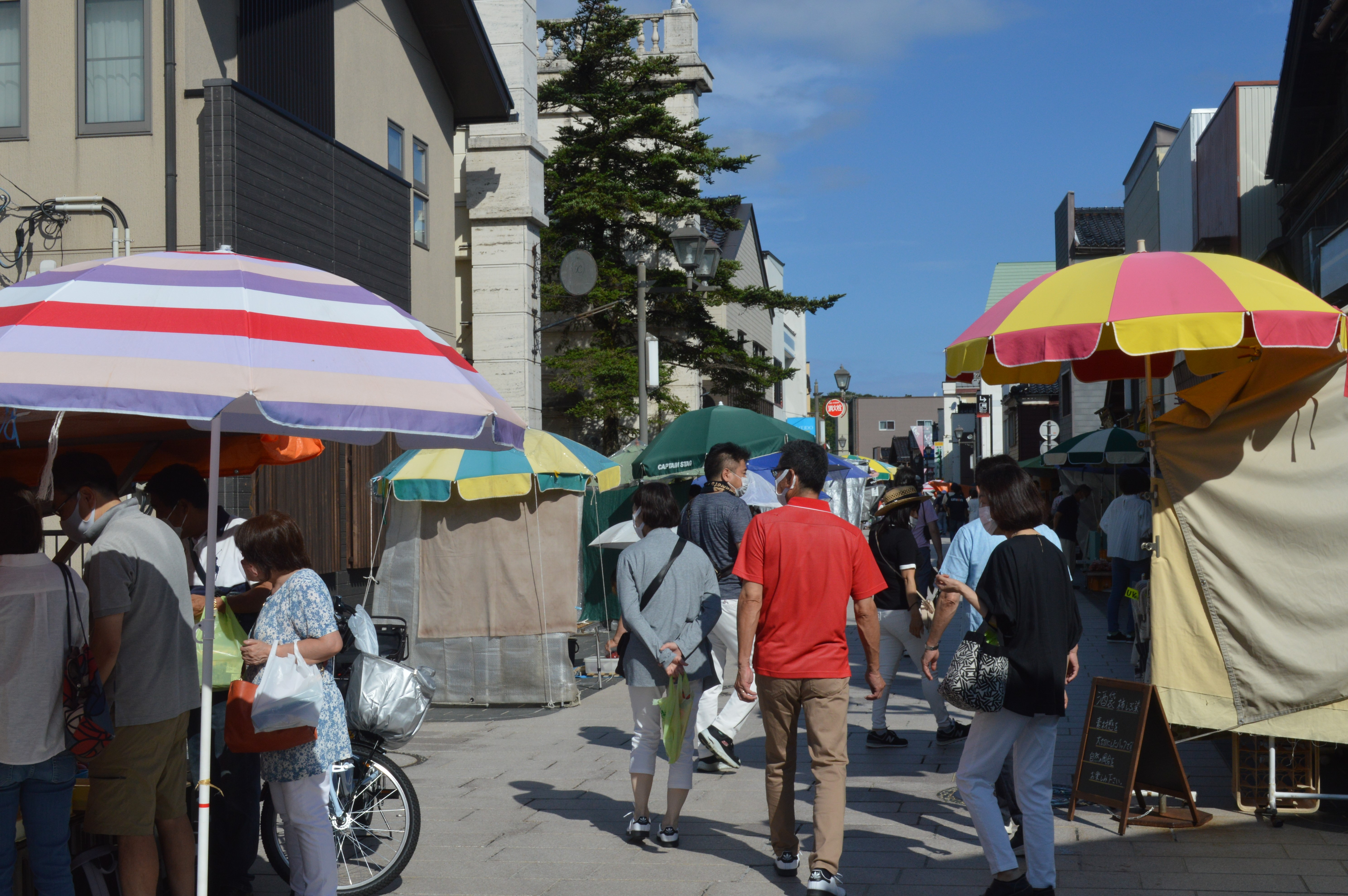
와지마 아사이치
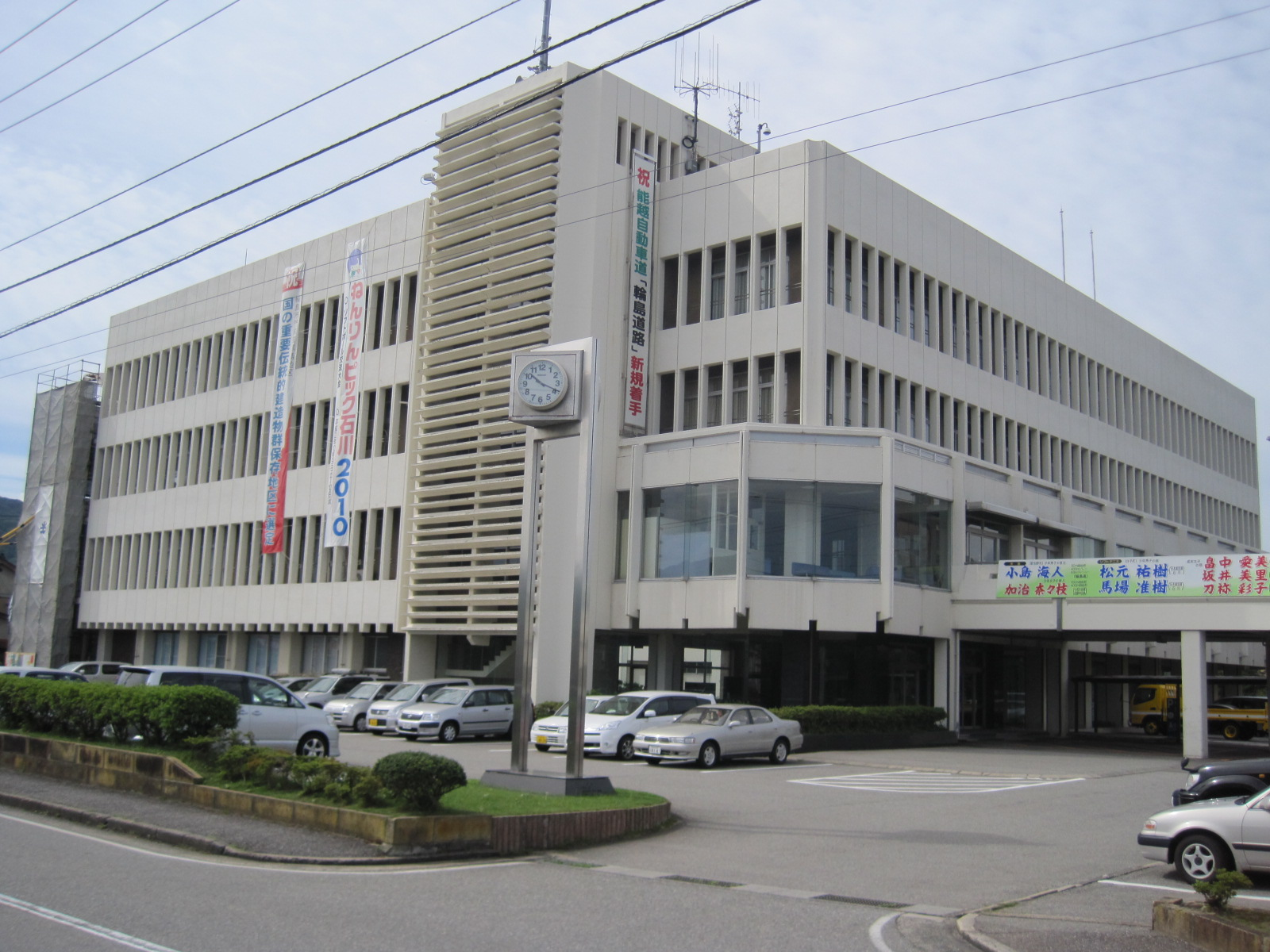
와지마 시청
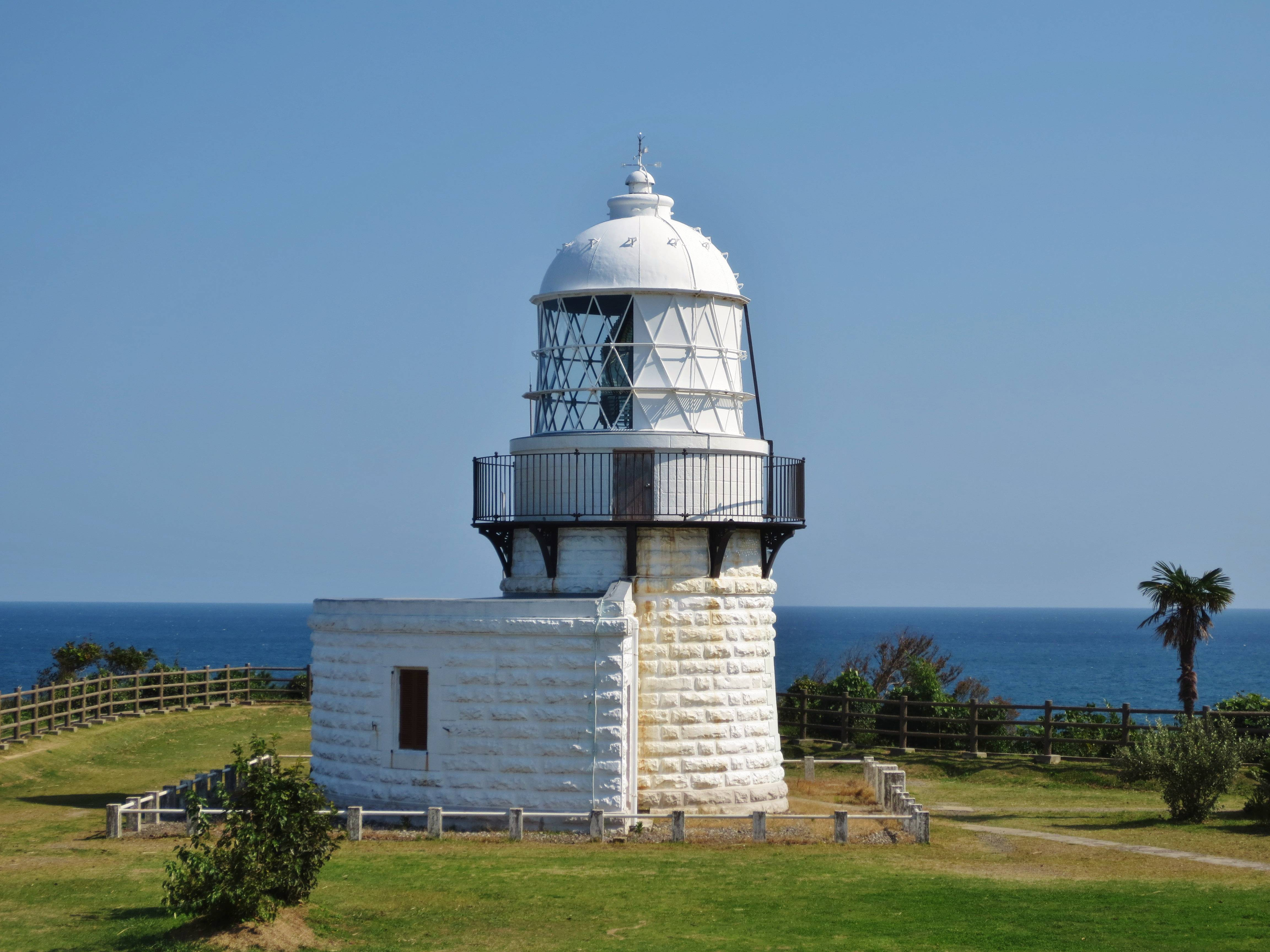
롯코사키 등대
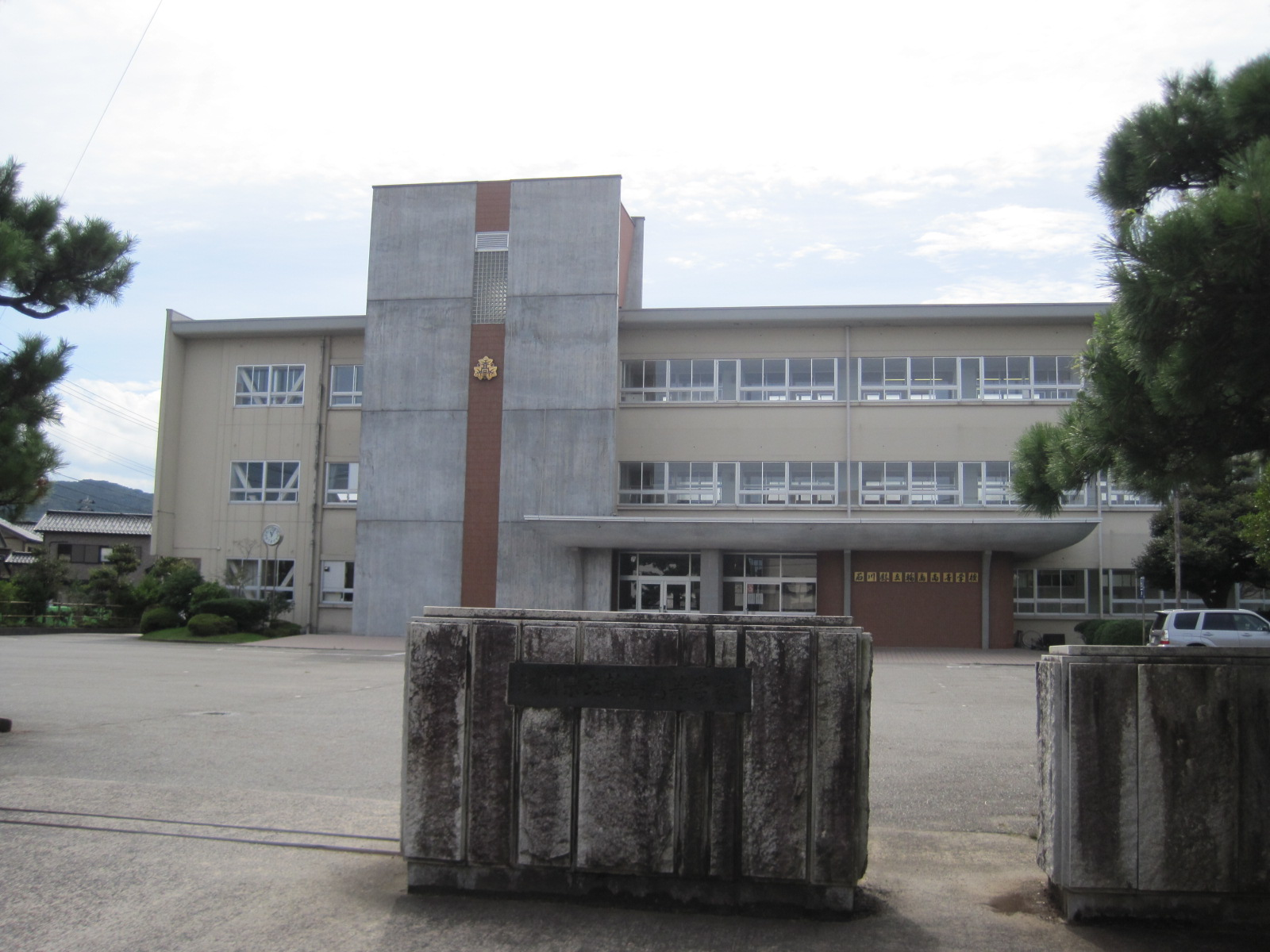
와지마 고교
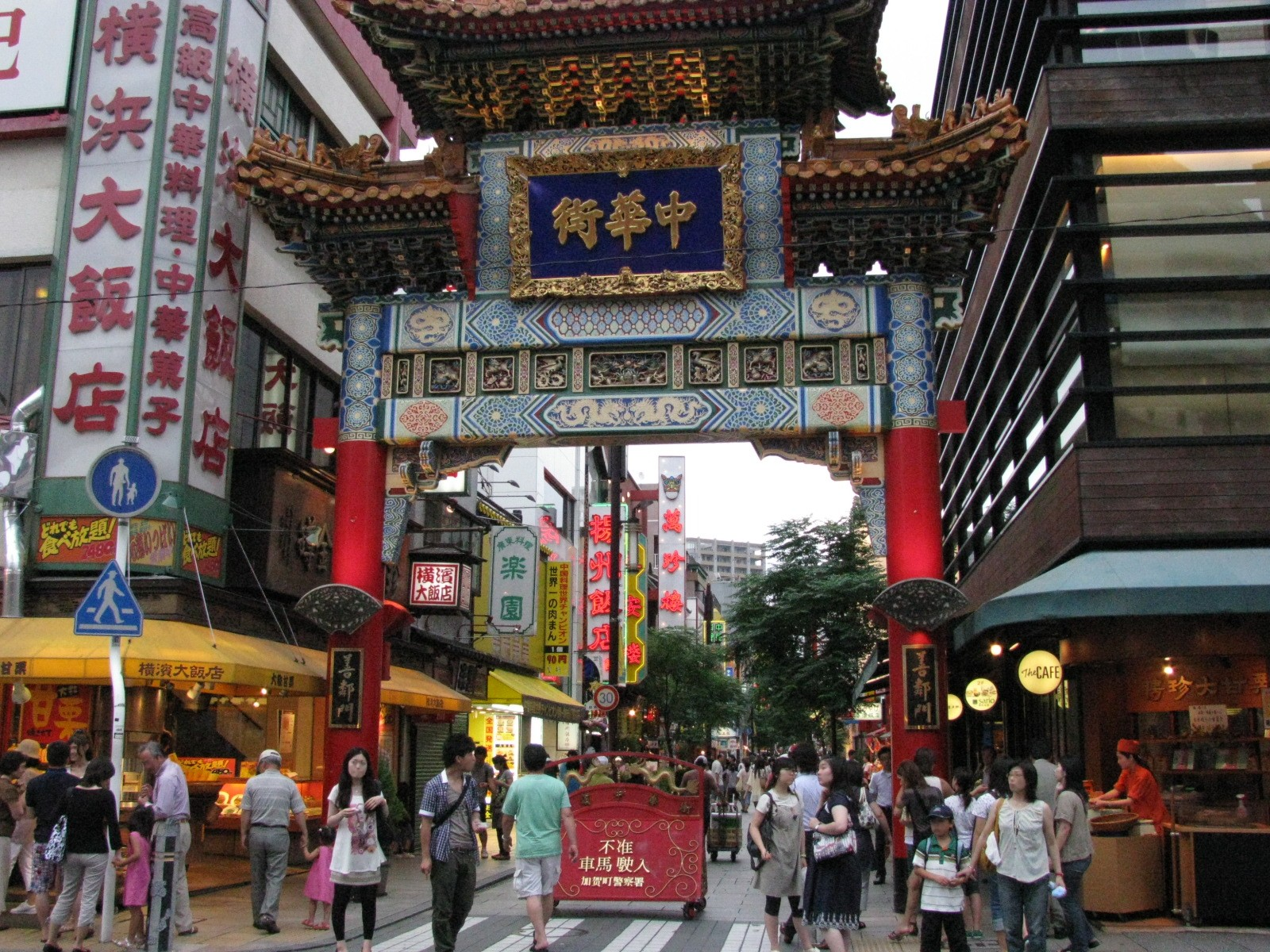
요코하마 차이나타운
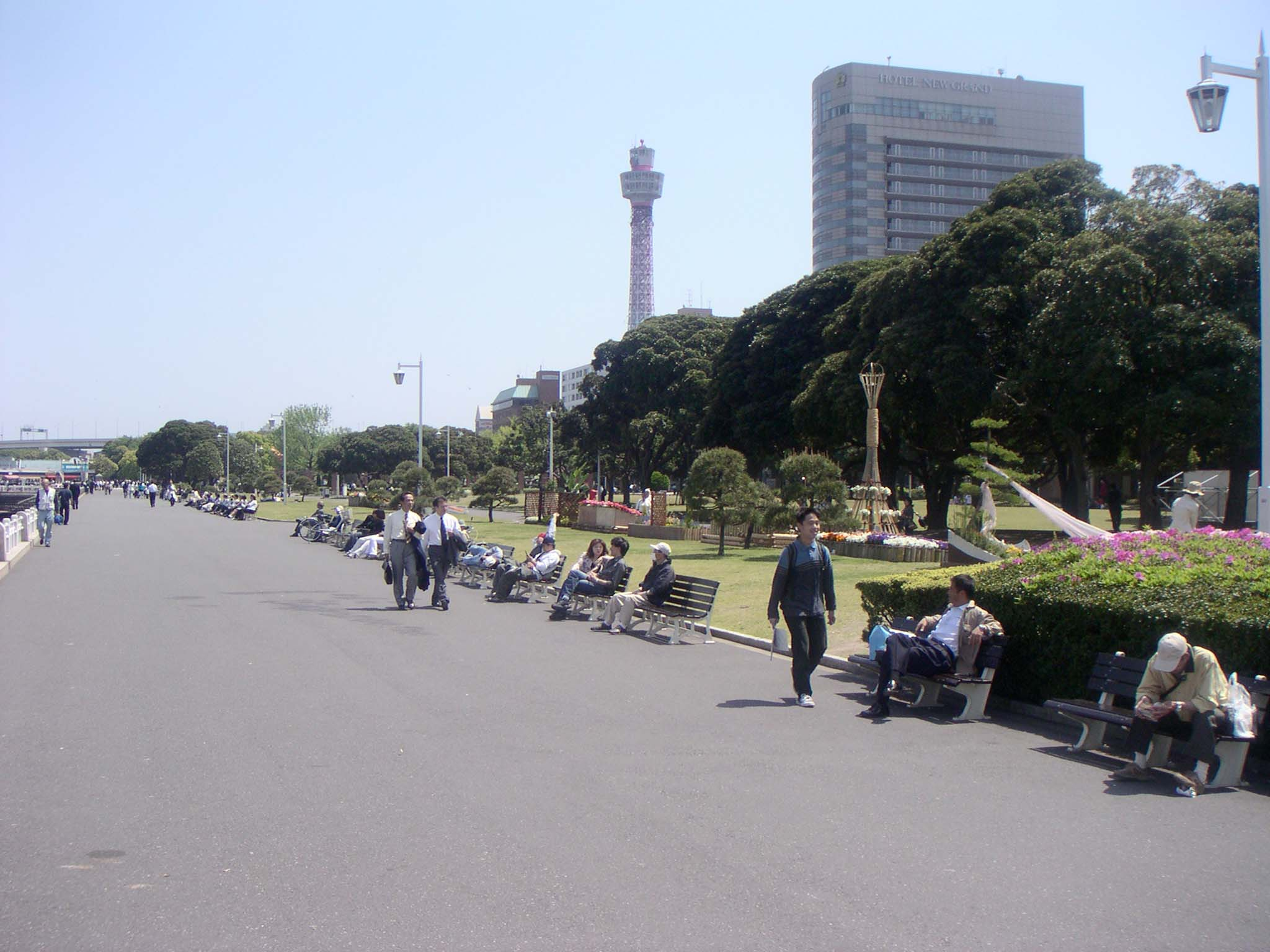
야마시타 공원

## 등장인물

### 주인공
츠무라 마레 - 츠치야 타오 (5세:와타나베 코노미/소녀 시절:마츠모토 라무)
본작의 여주인공. 1983년 8월 10일 도쿄 출생.

### 주인공의 가족
츠무라 토오루 - 오오이즈미 요
마레의 아버지.
츠무라 아이코 - 토키와 타카코
마레의 어머니.
츠무라 잇테츠 - 하야마 쇼노 (4세:스기조노 케이지/어린 시절:키무라 세이야)
마레의 남동생.
오케사쿠 간지 - 타나카 민

오케사쿠 후미 - 타나카 유코

### 노토의 어른들
쿠라모토 코이치 - 사사이 에이스케
이치코의 아버지. 〈살롱 하루〉의 주인.
테라오카 마코토 - 츠카지 무가
미노리의 아버지. 마을의 우체국 직원.
카도 신이치로 - 갓츠 이시마츠
요이치로의 아버지. 어부이자 구청장.
쿠라모토 하루 - 스즈키 사와
이치코의 어머니. 〈살롱 하루〉의 경영자.
테라오카 쿠미 - 후세 에리
미노리의 어머니.
오하라 마키 - 나카가와 쇼코
수수께끼의 여자. 〈살롱 하루〉에서 일하는 미용사.

### 와지마 사람들
콘타니 야타로 - 나카무라 아츠오
케이타의 할아버지.
콘타니 히로유키 - 이타오 이츠지
케이타의 아버지. 와지마 시청 직원.

### 마레의 동급생
콘타니 케이타 - 야마자키 켄토 (어린 시절:야마자키 유마)

쿠라모토 이치코 - 시미즈 후미카 (어린 시절:아이카와 아오이)

테라오카 미노리 - 카도와키 무기 (어린 시절:미즈노 아야메)

카도 요이치로 - 타카하타 유타 (어린 시절:오오시마 코타)

후타키 타카시 - 와타나베 다이치 (어린 시절:츠치야 카에데)

### 요코하마 사람들
이케하타 다이고 - 코히나타 후미요
프랑스 제과점 〈마셰리 슈슈〉의 파티시에.
이케하타 와코 - RYO
다이고의 아내. 중국 요리점 〈천중살〉의 오너.
이케하타 다이스케 - 야기라 유야
다이고와 와코의 아들.
이케하타 미나미 - 나카무라 유리카
다이고와 와코의 딸.
아사이 카즈야 - 스즈키 타쿠 (드렁크 드래건)
〈마셰리 슈슈〉의 파티시에.
야노 토코 - 슈코
〈마셰리 슈슈〉의 파티시에.
친 분키 - 손 세이쥰
〈천중살〉의 수수께끼의 요리사.

## 스태프
- 각본 - 시노자키 에리코
- 음악 - 사와노 히로유키
- 이야기 - 토다 케이코
- 부음성 해설 - 마츠다 유키
- 제작 통괄 - 타카하시 렌
- 프로듀서 - 하세 토모키
- 연출 - 와타나베 카즈타카, 이치키 마사에, 니시무라 타케시로, 카와카미 츠요시, 무라하시 나오키, 호사카 케이타
- 제과 지도 - 츠지구치 히로노부
- 촬영 협력 - 이시카와현, 이시카와 현 와지마시, 카나가와 현 요코하마시

## 방송 일자
| 주                                               | 회      | 방송일              | 편            | 부제                         | 연출              |
| ------------------------------------------------ | ------- | ------------------- | ------------- | ---------------------------- | ----------------- |
| 1                                                | 01-06   | 3월 30일 ~ 4월 4일  | 노토 편 제1부 | 마녀 공주 버스데이 케이크    | 와타나베 카즈키   |
| 2                                                | 07-012  | 4월 6일 ~ 4월 11일  | 노토 편 제1부 | 고백 슈                      | 와타나베 카즈키   |
| 3                                                | 013-018 | 4월 13일 ~ 4월 18일 | 노토 편 제1부 | 졸업 롤케이크                | 와타나베 카즈키   |
| 4                                                | 019-024 | 4월 20일 ~ 4월 25일 | 노토 편 제1부 | 안녕 사쿠라모찌              | 이치키 마사에     |
| 5                                                | 025-030 | 4월 27일 ~ 5월 2일  | 노토 편 제1부 | 정열 밀푀유                  | 이치키 마사에     |
| 6                                                | 031-036 | 5월 4일 ~ 5월 9일   | 노토 편 제1부 | 모녀 당근 케이크             | 이치키 마사에     |
| 7                                                | 037-042 | 5월 11일 ~ 5월 16일 | 요코하마 편   | 요코하마 아주 매운 프티 가토 | 와타나베 카즈키   |
| 8                                                | 043-048 | 5월 18일 ~ 5월 23일 | 요코하마 편   | 위기적 크리스마스 케이크     | 니시무라 타케시로 |
| 9                                                | 049-054 | 5월 25일 ~ 5월 31일 | 요코하마 편   | 재출발 인게이지 케이크       | 니시무라 타케시로 |
| 10                                               | 055-060 | 6월 1일 ~ 6월 6일   | 요코하마 편   | 역전 일발 팬케이크           | 이치키 마사에     |
| 11                                               | 061-066 | 6월 8일 ~ 6월 13일  | 요코하마 편   | 진흙탕 연애 초콜릿           | 와타나베 카즈키   |
| 12                                               | 067-072 | 6월 15일 ~ 6월 20일 | 요코하마 편   | 관능 커스터드 크림           | 니시무라 타케시로 |
| 13                                               | 073-078 | 6월 22일 ~ 6월 27일 | 요코하마 편   | 운명 카카오 64%              | 카와카미 츠요시   |
| 14                                               | 079-084 | 6월 29일 ~ 7월 4일  | 요코하마 편   | 절체절명 메시지 플레이트     | 이치키 마사에     |
| 15                                               | 085-090 | 7월 6일 ~ 7월 11일  | 요코하마 편   | 하극상 막과자 케이크         | 와타나베 카즈키   |
| 16                                               | 091-096 | 7월 13일 ~ 7월 18일 | 요코하마 편   | 절연 편의점 스위츠           | 니시무라 타케시로 |
| 17                                               | 097-102 | 7월 20일 ~ 7월 25일 | 요코하마 편   | 궁극 선택 파리 브레스트      | 이치키 마사에     |
| 18                                               | 103-108 | 7월 27일 ~ 8월 1일  | 노토 편 제2부 | 부모 마음 롤케이크           | 무라하시 나오키   |
| 19                                               | 109-114 | 8월 3일 ~ 8월 8일   | 노토 편 제2부 | 조시 감자 갈레트             | 와타나베 카즈키   |
| 20                                               | 115-120 | 8월 10일 ~ 8월 15일 | 노토 편 제2부 | 남자들의 위크엔드            | 니시무라 타케시로 |
| 21                                               | 121-126 | 8월 17일 ~ 8월 22일 | 노토 편 제2부 | 부활 마르졸렌                | 이치키 마사에     |
| 22                                               | 127-132 | 8월 24일 ~ 8월 29일 | 노토 편 제2부 | 출산 쿳산 베이비             | 호사카 케이타     |
| 23                                               | 133-138 | 8월 31일 ~ 9월 5일  | 노토 편 제2부 | 가득 실패 타르트 타탱        | 와타나베 카즈키   |
| 24                                               | 139-144 | 9월 7일 ~ 9월 12일  | 노토 편 제2부 | 여자들의 딜레마 무스         | 니시무라 타케시로 |
| 25                                               | 145-150 | 9월 14일 ~ 9월 19일 | 노토 편 제2부 | 초읽기 콩쿠르 케이크         | 이치키 마사에     |
| 26                                               | 151-156 | 9월 21일 ~ 9월 26일 | 노토 편 제2부 | 마레조라 웨딩 케이크         | 와타나베 카즈키   |
| 칸토 지구 평균 시청률 19.4% (비디오 리서치 조사) |         |                     |               |                              |                   |

## 스핀오프
2015년 9월 11일에 NHK에서 스핀오프 드라마《더 프리미엄 마레~또 만나자 스페셜~》의 제작 및 방송이 발표되었다. NHK BS 프리미엄의 더 프리미엄 시간대에서 방송된다.
전편〈나와 그녀의 섬머 타임 블루스〉
후편〈이치코의 사랑~요이치로 25년째의 결단~〉